# 土井利長
土井利長（日语：／ Doi Toshinaga，1631年2月9日—1696年8月24日）是日本江戶時代前期的大名。下野足利藩主，後來成為三河西尾藩初代藩主。大老土井利勝的三男。

## 生平
在正保元年（1644年）從父親利勝的遺領中分得1萬石。之後在萬治元年（1658年）再從哥哥利隆處分得1萬石。在萬治3年（1660年）擔任奏者番。在寬文3年（1663年）移封至三河西尾。
在天和元年（1681年）隱居，把家督讓予養子利意。在元祿9年（1696年）死去，享年66歳。